# Vernon Dalhart
Vernon Dalhart (6 de abril de 1883 – 14 de septiembre de 1948),  de nombre original Marion Try Slaughter, fue un cantante y compositor estadounidense muy popular en las primeras décadas del siglo XX y una gran influencia en el campo de la música country.

## Biografía
Dalhart nació en Jefferson (Texas) y tomó su nombre artístico de dos localidades del mismo estado: Vernon y Dalhart entre las cuales se crio en la década de 1890. Su padre, Robert Marion Slaughter murió en una pelea con su cuñado cuando Vernon tenía 10 años.
Cuando cumplió 12 o 13 años, la familia se mudó de Jefferson a Dallas, donde Dalhart, que ya tocaba el arpa de boca y la armónica, recibió clases de canto en el conservatorio.
Se casó con Sadie Lee Moore-Livingston en 1901 y tuvieron dos hijos, niño y niña. Hacia 1910 la familia se mudó a Nueva York, donde encontró trabajo tocando el piano en un almacén donde en ocasiones cantaba. Uno de sus primeros papeles fue en la ópera de Giacomo Puccini La fanciulla del West tras la cual actuaría en HMS Pinafore y Madame Butterfly.